# Stinstedt
Stinstedt is een gemeente in de Duitse deelstaat Nedersaksen. De gemeente maakt deel uit van de Samtgemeinde Börde Lamstedt in het Landkreis Cuxhaven. Stinstedt telt 565 inwoners. Naast het dorp Stinstedt omvat het de kernen Sankt Joost, Neubachenbruch en Moorausmoor.
- Gemeinsame Normdatei: 4339552-1
- Virtual International Authority File: 246935888
- WorldCat: E39PBJrKRdXVfPFDH4dKVgtxjC